# Lincoln (Nebraska)
Pour les articles homonymes, voir Lincoln.
Lincoln (prononcé en anglais : /ˈlɪŋkən/) est une ville américaine, capitale de l'État du Nebraska, ainsi que le siège du comté de Lancaster. Sa population, qui s’élevait à 291 082 habitants lors du recensement de 2020, est estimée à 294 757 habitants en 2023. C'est la deuxième ville la plus peuplée (en) du Nebraska et la 72e des États-Unis.

## Géographie

### Situation
Située dans le sud-est du Nebraska, au milieu des Grandes Plaines, la ville est établie à l'origine sur une zone humide saline dans la vallée de la rivière Salt Creek, affluent de la Platte. Aujourd'hui, la ville, qui s'est développée sur les collines du nord, atteint une superficie de 244,1 km2.
Lincoln est le centre d'une aire métropolitaine qui s'étend sur l'ensemble des comtés de Lancaster et de Seward.

### Climat
Située loin de l'influence des montagnes et des grandes étendues d'eau, la ville bénéficie d'un climat continental humide (Dfa selon la classification de Köppen), caractérisé par des hivers froids mais relativement secs et des étés chauds et parfois humides.

## Histoire
La localité actuelle de Lincoln a été fondée en 1856 sous le nom de Lancaster. Ce n'était alors qu'un modeste village. Celui-ci devint rapidement un bourg, puis le siège du comté de Lancaster, nouvellement créé en 1859. Depuis la création du territoire en 1854, la capitale du Nebraska avait été Omaha. Cependant, la plus grande partie de la population vivait au sud de la rivière Platte. Après qu'une grande partie de ce territoire du sud pensa à une annexion par le Kansas, la législature vota pour déplacer la capitale au sud de la rivière et le plus à l'ouest possible. Lancaster aurait été choisie en partie grâce aux marais salés des environs.
Cependant, les citoyens d'Omaha voulaient que leur ville fût renommée en l'honneur du président Abraham Lincoln, récemment assassiné, et ainsi retrouver un statut perdu de capitale. Ils arguaient à l'envi que la majorité des gens au sud de la rivière avaient été des sympathisants de la cause de la Confédération et, s'ils n'avaient pas tous été de farouches partisans yankee, il était judicieux de justifier leur ralliement au vainqueur par le changement nominal de leur cité en Lincoln, honorant le président victorieux disparu. Mais l'initiative fut reprise par la caste politique locale, soucieuse de distance envers le monde grouillant des affaires. La capitale éphémère du territoire, Lancaster, se transforme par décision légale en Lincoln, capitale du Nebraska en même temps que celui-ci devenait un État, le 1er mars 1867.

## Politique et administration
La ville abrite les administrations de l'État du Nebraska ainsi que des services du gouvernement fédéral des États-Unis.
Au niveau local, Lincoln est dirigée par un conseil de sept membres et un maire élus pour un mandat de quatre ans. Depuis le 20 mai 2019, le maire est la démocrate Gaylor Baird.

## Population et société

### Démographie
| Groupe            | Lincoln | Nebraska | États-Unis |
| ----------------- | ------- | -------- | ---------- |
| Blancs            | 86,1    | 86,1     | 72,4       |
| Afro-Américains   | 3,8     | 4,5      | 12,6       |
| Asiatiques        | 3,8     | 1,8      | 4,8        |
| Métis             | 3,0     | 2,2      | 2,9        |
| Autres            | 2,6     | 4,4      | 6,4        |
| Amérindiens       | 0,8     | 1,0      | 0,9        |
| Total             | 100     | 100      | 100        |
|                   |         |          |            |
| Latino-Américains | 6,3     | 9,2      | 16,7       |

En 2010, la population asiatique est majoritairement d'origine vietnamienne, les Viêtnamo-Américains représentant 1,8 % de la population de la ville, tandis que la population hispanique est majoritairement d'origine mexicaine, les Mexicano-Américains représentant 4,7 % de la population.
Selon l’American Community Survey, pour la période 2011-2015, 88,06 % de la population âgée de plus de 5 ans déclare parler anglais à la maison, alors que 4,63 % déclare parler l'espagnol, 2,01 % le vietnamien, 0,87 % l'arabe, 0,75 % une langue chinoise et 3,68 % une autre langue.

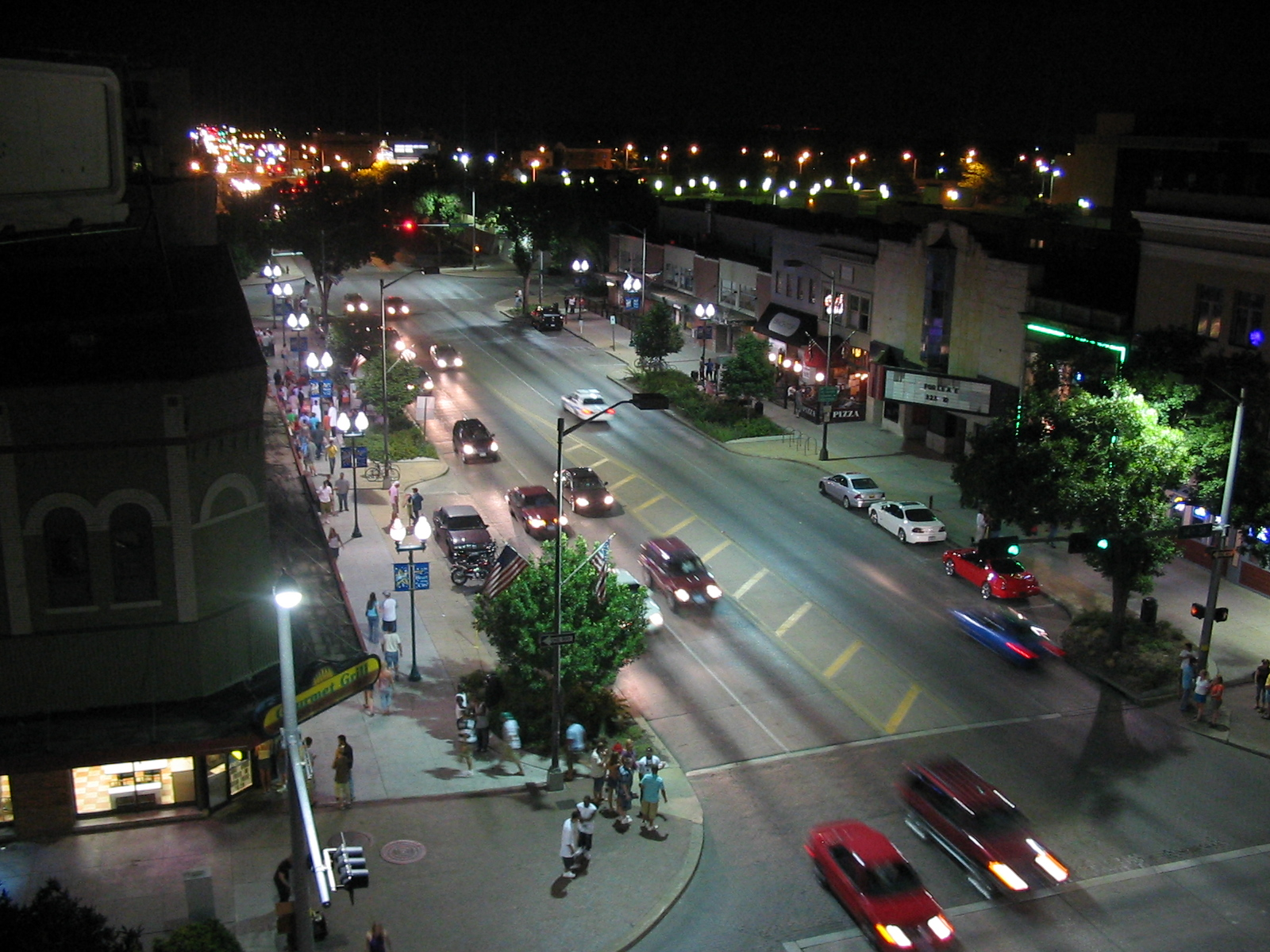
'O' Street dans le centre-ville de Lincoln.

### Religion
Lincoln est le siège du diocèse catholique de Lincoln (érigé en 1887) avec la cathédrale du Christ-Ressuscité.

## Économie
L'économie de Lincoln est typique de celle d'une ville américaine moyenne, la plupart de l'activité économique est dérivée des services. Le gouvernement de l'État et l'université du Nebraska à Lincoln sont les deux grands contributeurs à celle-ci. Les autres industries importantes sont les banques, les assurances, le transport par camion et ferroviaire et l'information.
Trois chaînes de fast-food régionales ont été fondées à Lincoln : Amigos/Kings Classic, Runza Restaurants et Valentino's (en).

## Transport
Lincoln possède une base aérienne (Lincoln Air Force Base, code AITA : AYJ), siège de la Nebraska Air National Guard (en). La gare de Lincoln est desservie par le train California Zephyr sur la ligne Chicago-Emeryville.

## Lieux remarquables
Le Capitole du Nebraska a été conçu par Bertram Grosvenor Goodhue et construit entre 1922 et 1932. Le bâtiment est un gratte-ciel surmonté d'un dôme doré. La tour est couronnée par une statue de 6 mètres de haut représentant un fermier semant des graines depuis un piédestal fait de blé et de maïs. C'est le symbole de l'héritage agricole de l'État. Les lois de la ville en matière d'urbanisme interdisent à tout autre bâtiment de dépasser la hauteur du capitole (comme c'est aussi le cas à Washington pour le Capitole des États-Unis et à Madison). Le capitole est ainsi facilement visible depuis la ville mais aussi depuis la région avoisinante. Il est possible de le visiter pour avoir un aperçu de l'héritage amérindien et de l'histoire et de la culture des premiers colons du Nebraska, notamment à travers des peintures.
Le Hyde Memorial Observatory est un observatoire astronomique qui fonctionne grâce aux dons, est géré uniquement par des bénévoles, et est aussi dévolu au public. Son nom rappelle un don important de la part de Leicester Hyde. Il est ouvert depuis 1977.
L’arboretum Alice Abel (10 hectares) est situé au 5000 St. Paul Street sur le campus de la Nebraska Wesleyan University (en). Il présente une centaine d'espèces d'arbres, d'arbustes et de plantes.
Le University of Nebraska State Museum, aussi connu sous le nom de Elephant Hall, est un muséum d'histoire naturelle où sont présentées la biodiversité du Nebraska, sa diversité culturelle et sa paléontologie. Il a été fondé en 1871. Le musée est situé dans le Morrill Hall de l'université du Nebraska à Lincoln.

## Événements
- Mars : tournoi de basket-ball des lycéens du Nebraska
- Chaque mardi soir en juin : série de concerts de jazz en plein air.
- Fin août-début septembre : Nebraska State Fair
- Fin août à fin novembre : Cornhuskers du Nebraska football
- Premier dimanche de décembre : Star City Parade